# Ročov
Ročov (Duits: Rotschau) is een Tsjechische vlek (městys) in de regio Ústí nad Labem, en maakt deel uit van het district Louny. Ročov telt 567 inwoners (2023). In Ročov liggen de plaatsen Dolní Ročov, Horní Ročov, Břínkov en Úlovice.

## Geschiedenis
- 1352 – Albrecht de oudere van Kolowrat krijgt het versterkte huis (tvrz) in Dolní Ročov van Keizer Karel IV.
- 2006 – De gemeente Ročov krijgt (opnieuw) de status vlek.[1]